# Eswatinische Fußballnationalmannschaft

Verbandslogo bis 2018

Die eswatinische Fußballnationalmannschaft repräsentiert die Eswatini Football Association, den Fußballverband des afrikanischen Staats Eswatini (früher: Swasiland). Die Mannschaft zählt zu den schwächsten Afrikas. Sie hat sich seit 1968, dem Gründungsjahr des Verbandes, noch für keine Weltmeisterschaft oder Afrikameisterschaft qualifiziert.

## Geschichte
Im April 2017 erreichte die Mannschaft mit Platz 88 der FIFA-Weltrangliste die beste Platzierung ihrer Geschichte. Zuvor waren sie nur knapp an der Qualifikation zur Fußball-Afrikameisterschaft 2017 gescheitert.

## Turniere

### Weltmeisterschaft
- 1970 bis 1990: nicht teilgenommen
- 1994 bis 2022: nicht qualifiziert

### Afrikameisterschaft
- 1970 bis 1982: nicht teilgenommen
- 1984: zurückgezogen
- 1986: nicht qualifiziert
- 1988: nicht teilgenommen
- 1990: nicht qualifiziert
- 1992: nicht qualifiziert
- 1994: nicht teilgenommen
- 1996: zurückgezogen
- 1998: nicht teilgenommen
- 2000 bis 2012: nicht qualifiziert
- 2013: zurückgezogen[3]
- 2015 bis 2025: nicht qualifiziert

### Afrikanische Nationenmeisterschaft
- 2009 bis 2023: nicht qualifiziert

### Meisterschaft des südlichen Afrika (COSAFA Cup)
- 1997: nicht qualifiziert
- 1998: nicht qualifiziert
- 1999: Halbfinale
- 2000: Viertelfinale
- 2001: Viertelfinale
- 2002: Halbfinale
- 2003: Halbfinale
- 2004: Viertelfinale
- 2005: nicht qualifiziert
- 2006: nicht qualifiziert
- 2007: nicht qualifiziert
- 2008: nicht qualifiziert
- 2009: nicht qualifiziert
- 2013: Vorrunde
- 2014: Turnier abgesagt
- 2015: Vorrunde
- 2016: 3. Platz
- 2017: Viertelfinale
- 2018: Viertelfinale
- 2019: Vorrunde
- 2020: Turnier wegen der COVID-19-Pandemie abgesagt
- 2021: 3. Platz
- 2022: Viertelfinale

## Trainer
- Jan van Winckel (2005–2006)
- Raoul Savoy (2007–2008)
- Ephraim Mashaba (2008–2010)
- Obed Mlotsa (2011)
- Valère Billen (2013–2014)
- Harris Bulunga (2014–2016)
- Pieter de Jongh (2017–2018)
- Kosta Papic (2018–2020)
- Dominic Kunene (seit 2020)